# Upplands runinskrifter 1082
Upplands runinskrifter 1082 är ett försvunnen vikingatida runstensfragment som funnits i Forkarby, Bälinge socken och Uppsala kommun. Stenen har funnits i närheten av U 1081 och är cirka 1,2 meter hög.

## Inskriften
Translitterering av runraden:
[...urli...]
Normalisering till runsvenska:
...